# Alaemon
Alaemon es un género  de ave paseriforme perteneciente a la familia  Alaudidae.

## Especies
- Alondra ibis – Alaemon alaudipes (Desfontaines, 1789)
- Alondra de Hamerton – Alaemon hamertoni Witherby, 1905